# South Berwick
South Berwick es un pueblo ubicado en el condado de York en el estado estadounidense de Maine. En el Censo de 2010 tenía una población de 7.220 habitantes y una densidad poblacional de 85,41 personas por km².

## Geografía
South Berwick se encuentra ubicado en las coordenadas 43°13′50″N 70°45′9″O / 43.23056, -70.75250. Según la Oficina del Censo de los Estados Unidos, South Berwick tiene una superficie total de 84.54 km², de la cual 83.22 km² corresponden a tierra firme y (1.55%) 1.31 km² es agua.

## Demografía
Según el censo de 2010, había 7.220 personas residiendo en South Berwick. La densidad de población era de 85,41 hab./km². De los 7.220 habitantes, South Berwick estaba compuesto por el 97.49% blancos, el 0.25% eran afroamericanos, el 0.17% eran amerindios, el 0.83% eran asiáticos, el 0% eran isleños del Pacífico, el 0.21% eran de otras razas y el 1.05% pertenecían a dos o más razas. Del total de la población el 0.79% eran hispanos o latinos de cualquier raza.